# マルチメディアステーション
マルチメディアステーション（Multimedia Station、略称：MMS）は、コンビニエンスストアの店舗内などに設置された、双方向通信が可能な情報通信端末。形態により、マルチメディアキオスク（略称：MMK）、マルチコピー機などとも呼ばれる。
コンビニエンスストアなどがオンラインシステムを活用して、情報商材（チケット類=いわゆるプレイガイド機能、デジタルコンテンツ等）を取り扱うために、顧客自らの操作により商材を直接注文できるように設置したものである。機能の向上により様々な商材を扱えるようになっている。顧客は画面上のタッチパネルを操作して注文を行う。チケット類の購入にあたっては端末からクーポンを出力させ、レジにてクーポンおよび代金と引き替えにチケットを受け取る。

## 類型

### MMS特化型
MMS機能に特化したもので、端末本体は現金を取り扱わない。主に日本と台湾のコンビニエンスストアで普及している。
日本
- Loppi（ローソン）
  - MINISTOP Loppi（ミニストップ） - ローソン設置の「Loppi」とは取り扱いサービスが一部異なる。
- クラブステーション（セイコーマート） - 会員特典の受付、コンビニ決済（電算システム取り扱い）受付に特化。
- Famiポート（ファミリーマート） - 2022年8月までに廃止され、マルチコピー機へ機能統合。
  - Kステーション（サークルKサンクス） - ファミリーマートへの統合に伴いサービス終了、Famiポートへ統合。
- プラスe（ジェイ・シー・エム） - ガストなどのファミリーレストランの客席卓上に設置するタイプの端末[1][2]。2005年9月廃止[2]。

台湾
- ibon（台湾セブン-イレブン）
- Life-ET（台湾ハイ・ライフ）
- OK‧go（台湾OK・MART）

### マルチコピー機
セブン-イレブンでは「マルチコピー機」と称し、店頭のコピー機にMMS機能を複合させている。ファミリーマートも専用端末「Famiポート」を廃止し、マルチコピー機へMMS機能を統合する方式へ移行した。
商品購入時に発行される申込券はレシートタイプではなく、A4判のコピー用紙に印刷される。

### FAX組み込み型
公衆ファクシミリにMMS的な機能を持たせる事例もある。ヤマト運輸の「クロネコFAX」、初期の「Famiポート」など。

### MMK (マルチメディアキオスク)
日本国内では「MMK」（「マルチメディアキオスク」の略）の名称で全国展開する。ATM複合型とレジ端末組み込み型がある。
ATM複合型は、現金自動預け払い機 (ATM) にMMS機能を追加した複合機。ATM機能が中心で、現金取り扱い（金融機関の入出金、公共料金等収納代行）以外の機能は限定的で、形態としてはコンビニATMに類似する。
- みずほMMK（みずほ銀行）
- うちなーネット
  - JAおきなわ
  - 沖縄銀行・沖縄海邦銀行・コザ信用金庫・沖縄県労働金庫 - 2010年10月以降、順次撤退[4]

#### しんきんMMK
レジ端末への組み込むを含む収納代行専門端末もあり、日本国内ではしんきん情報サービスとの提携による「しんきんMMK」として、信用金庫・信用組合、コンビニエンスストア（NewDaysほか）、スーパーマーケット（イオングループほか）、ドラッグストア（ツルハホールディングスほか）、病院など医療機関内売店（ヤマザキYショップが多い）、公共機関内売店、大学など教育機関内売店などで、コンビニ決済対応あるいは専用払込用紙での収納代行に対応している。

## 取り扱い品目例
端末の種類により扱わない品目も存在する。
- 収納代行 - 公共料金、通信販売の代金支払いなど。
- 交通チケット - 新幹線などJRの乗車券類は、JRの予約管理システム「マルス」と接続されていないため購入できない。
  - 航空券の購入
  - 高速バス乗車券の購入 - 過去には都市間ツアーバスの代金支払いも取り扱っていた。
- 各種イベントなどの入場券
- スポーツ振興くじ (toto)
- 書籍、CDなどの予約購入
- クレジット（分割払い）の支払い
- キャッシング（消費者金融、クレジットカードなど）の返済
- 電子マネーへの残高積み増し（チャージ）
- プリペイド式携帯電話への残高積み増し（チャージ）
- Yahoo!オークションの発送受付（Yahoo!ゆうパック→はこBOON、廃止）
- 2000年代初頭には、D.C.T（デジキューブ）、MusicPOD（ブイシンク）、MusicDeli（メディアラグ）など、端末本体にミニディスクを挿入して音楽コンテンツを購入できるタイプの端末も存在した。